# Юркино (Юринский район)
Юркино (мар. Шодыгол) — посёлок в Юринском районе Республики Марий Эл России. Административный центр одноимённого сельского поселения.
Численность населения — 1019 (2010) человек.

## География
Посёлок находится в 36 км к северу от центра муниципального района пгт Юрино и в 156 км к западу от столицы республики города Йошкар-Ола. Расположен на левом берегу реки Ветлуга.

## История
В 1953 году житель деревни Юркино М. М. Хлющев построил на увале новый дом. Рядом с ним построил свой Григорий Михайлов. Они и стали первыми переселенцами из деревни и своего рода основателями посёлка Юркино. В 1953 году М. М. Хлющев под горой, недалеко от дома, нашёл родник. Вместе с Г. Михайловым они благоустроили его. С тех пор называют его в народе «хлющевским». Родниковой водой пользовались люди до 1978 года. С «хлющевским» родником связана история возникновения посёлка. С середины 1950-х годов стали переезжать и другие жители деревни. Деревянное учебное здание № 1 средней школы построено в 1955 году. Второе здание построено в 1957 году. В 1959 году в поселке Юркино действует участковая больница на 5 коек, а в 1961 году — на 25 коек. В 1969 году в посёлке работают детский сад № 1 на 25 мест и детский сад № 2 на 53 места.
В 1965 году из Козикова перевезли и построили здание конторы лесокомбината. В 1975 году у здания управления лесокомбината был установлен и открыт памятник воинам-односельчанам, погибшим в годы Великой Отечественной войны. В 1977 году с берега Ветлуги было перевезено деревенское кладбище, так как река подмывала берег, и могилы начали рушиться в воду.
В 1992 году в посёлке проживали 500 человек. На 1 января 1999 года в поселке Юркино проживал 1441 житель, в том числе 650 мужчин и 791 женщина. По национальному составу: русские — 1113, остальные 328 — мари, чуваши, армяне, украинцы, молдаване, татары. 50 семей (183 человека) прибыли в посёлок из деревень Огибное, Карасъяры, Юркино.
В 2003 году в посёлке проживает 1369 человек в 537 хозяйствах. Имеется один 27-квартирный дом, дом культуры, узел связи, врачебная амбулатория, пекарня. Радио работает с 1955 года, телефон — с 1960 года. Воду жители получают из водопровода. Газ привозной в баллонах. Заасфальтирована одна улица — Советская, являющаяся центральной. На улице Новая стройка находится администрация сельского поселения.

## Население
| 2010 |
| ---- |
| 1019 |

## Экономика

### Предприятия
- Козиковское лесничество
- Юркинское подсобно-промышленное предприятие
- ООО «Юрлес»

### Транспорт
Деревня расположена в 1 километре от автодороги регионального значения 88К-007 Озерки — Марьино — Юрино.
Имеет автобусное сообщение с Юрино и Йошкар-Олой.

## Образовательно-воспитательные учреждения
- Юркинская средняя общеобразовательная школа.
- Детский сад «Земляничка».

## Культура
- Юркинский сельский Дом культуры.

## Здравоохранение
- Юркинская врачебная амбулатория.

## Связь
- Юркинское отделение почтовой связи.